# Берёзовка (Мозырский район)
Берёзовка (транслит.: Biarozaŭka; бел. Бяро́заўка) — деревня в Мозырском районе Гомельской области Республики Беларусь. В составе Каменского сельсовета.
Поблизости месторождение торфа. На юге, востоке и севере граничит с лесом.

## География

### Расположение
В 21 км на юго-запад от Мозыря, 151 км от Гомеля, 7 км от железнодорожной станции Козенки (на линии Калинковичи — Овруч).

### Гидрография
На реке Мытва (приток реки Припять).

## Транспортная сеть
Транспортные связи по просёлочной, затем автомобильной дороге Мозырь — Махновичи. Планировка состоит из дугообразной улицы, близкой к широтной ориентации, к которой на востоке присоединяется короткая прямолинейная улица. Застройка двусторонняя, деревянная, неплотная, усадебного типа.

## Этимология
В окрестностях деревни много берёзовых рощ, что и дало своё название поселению.

## История
По письменным источникам известна с начала XVIII века (обозначена на карте Минского воеводства). Владели ею Пржиборы. После 2-го раздела Речи Посполитой (1793 год) в составе Российской империи.
В 1795 году в Мелешковичской волости Мозырского уезда Минской губернии. В 1879 году обозначена как селение в Мозырском церковном приходе. Согласно переписи 1897 года действовал хлебозапасный магазин. В 1910 году открыто народное училище имени П.Столыпина, премьер-министра Российской империи. Училище после Октябрьской революции преобразовано в трудовую школу 1-й ступени. Школа размещалась в наёмном крестьянском доме, а в 1912 году для неё построено собственное здание. В школе училось 44 ученика. В том же году Берёзовка вошла в состав Великобоковского сельсовета Мозырского района. С 1927 по 1935 гг. деревня относилась к Ельскому району.
В 1930 году организован колхоз «Мытва», позже переименованный в «Большевик», в котором числилось 18 хозяйств, работали кузница и паровая мельница. Недалеко от Берёзовки находился хутор Сераши, где в 1924 году было 7 дворов и 38 жителей.
Во время Великой Отечественной войны в бою за деревню и окрестности погибли 15 советских солдат (похоронены в братской могиле на восточной окраине, где установлен обелиск). 30 жителей погибли на фронте.
Согласно переписи 1959 года в составе совхоза «Мозырская овощная фабрика» (центр — деревня Каменка). 

## Население

### Численность
- 2021 год — 19 жителей.

### Динамика
- 1795 год — 8 дворов, 85 жителей.
- 1834 год — 12 дворов, 108 жителей.
- 1897 год — 49 дворов 299 жителей (согласно переписи).
- 1917 год — в деревне 409 жителей, в одноимённом фольварке 71 житель.
- 1925 год — 75 дворов.
- 1959 год — 258 жителей (согласно переписи).
- 2004 год — 25 хозяйств, 29 жителей.
- 2021 год — 19 жителей[2].

## Достопримечательность
- Воинский мемориал (братская могила, обелиск)

## Известные уроженцы
- Федоренко Андрей Михайлович — белорусский писатель.
- Дубров Виктор Кузьмич (1949—1994) — художник.
- Дубров Николай Кузьмич (1952—2017) — художник.